# 田渕ひさ子
田渕 ひさ子（たぶち ひさこ、1975年12月9日 - ）は、日本のミュージシャン。福岡県福岡市出身。ナンバーガールのギタリストとして知られ、解散後はbloodthirsty butchers、toddle、LAMA、磯部正文BANDなどに在籍。また、同郷の椎名林檎との発育ステータス、小谷美紗子とのodani misako･ta-taでも活動。PEDROのサポートメンバーとしての活動もしている。

## 人物・経歴
福岡県生まれ。愛称「チャコ」。普段の一人称は「わたし」だが雑誌連載などの文章では「ボク」となるボクっ娘である。好物は餅。また、アメトーークを観賞するなど、お笑いも好きである。苦手なものはお化けなどの心霊現象、福岡市立福岡女子高等学校卒業。高校時代の同級生にクラムボンの原田郁子がいた。中学1年生の時に、兄のガットギターを手にした。ギタリストとしてはdipのヤマジカズヒデ、すかんちのROLLYなどから影響を受けた。ガールズバンドでギターを弾き続け、コズミック・チェリーというバンドでTEEN'S MUSIC FESTIVALに出場し、会場の照明担当であった中尾憲太郎やバンドで出場していた椎名林檎と出会った。高校の被服科を卒業した後は縫製工場で働き、ナンバーガール結成後もしばらく勤務していた。
1995年にロックバンド・ナンバーガールに加入、ギターパートを担当。
2000年、椎名林檎によるバンド、発育ステータスに参加。ギターパートを担当したほか、椎名のマキシシングル「ギブス」の収録曲「Σ」にもゲスト参加。
2002年11月、ナンバーガールが解散。同年12月、田渕の構想によるバンドtoddleを結成し、ボーカルとギターを担当、作詞作曲も行う。toddleのアルバム『I dedicate D chord』のジャケットの刺繍の製作にも携わる。
2003年、bloodthirsty butchersや小谷美紗子のバンド「odani misako・ta-ta」にギターで参加。
2009年、高井俊輔のアルバム「フレッシュでクールでキュートでクラッシュなジーパンでデジャヴュ」の楽曲においてリードギターを担当。
2010年3月18日、吉祥寺の銭湯「弁天湯」にて行われたイベント「風呂ロックvol.20」において、自身初となるソロ公演を行う。アンコールでは対バンの後藤まりこ(ミドリ)とナンバーガールの「透明少女」をセッションし、終了後のブログに「(透明少女は)弾き語ってみたら、改めて良い曲だと思った」と記した。
2011年、フルカワミキによるバンド、LAMAにギター・コーラスで参加。
クラムボン、Chappieの楽曲にもゲスト参加している。ライブではジーンズが多いが、ナンバーガールの「URBAN GUITAR SAYONARA」、「CIBICCOさん」のPVでは袴のようなスカート姿で登場している。
2018年、BiSH所属のアユニ・Dのソロプロジェクト「PEDRO」のサポートメンバーとして参加、加入した。
2023年5月24日にリリースとなった、椎名林檎 ニューシングル「私は猫の目」にてギターで参加

## 使用楽器
メインギターは、フェンダーUSAのジャズマスターの1965年製と62年製。メインは65年製。以前はジャガー、レスポールを使っていたこともあった。アンプヘッドはマーシャル MK-II'73 100w、キャビネットはオレンジ OR412を使用している。あまりにも激しいピッキングのせいでギターの塗装はおろか、木材まで削れてしまっている。また激しいピッキングでプリセット・スイッチが動かないように常にオフの状態で綿を詰めて動かないようにしている。ハットノブの先端が赤くなっているのはハードケースの色が移ってしまったとのこと。
なお、メインの65年製ジャズマスターは当時32万円だったとTwitterで告白している。

## ナンバーガール時代にボーカルを担当した曲
ナンバーガールのシングル「URBAN GUITAR SAYONARA」のカップリング曲「真っ昼間ガール」は、当初彼女がボーカルをとる予定で作曲されていたが、結果的に向井秀徳によるボーカルで収録された。その後、曲名を「I'm a lonely girl〜真っ昼間ガール」とし、何度か田渕がボーカルを担当している。これはDVD「騒やかな演奏」及び「NUMBERGIRL映像集」、ベスト盤「OMOIDE IN MY HEAD4 珍NG & RARE TRACKS」に収録されている。また、初期の未収録曲「そよ風ガール」、解散前のツアーでのみ「NUM-HEAVYMETALLIC」も歌っていた。